# Museo Nacional de Arte de Rumanía
El Museo Nacional de Arte de Rumanía (rumano: Muzeul Național de Artă al României) está ubicado en el Palacio Real en la Plaza de la Revolución, en el centro de Bucarest. Presenta colecciones de arte rumano medieval y moderno, así como una colección internacional reunida por la familia real rumana.
La exposición Sombras y luz fue exhibida del 15 de julio al 2 de octubre de 2005. Con cuatro siglos de arte francés, fue la exposición más grande de pintura francesa en Europa Central y Oriental desde 1945. Se exhibieron 77 obras, incluyendo obras maestras de pintores como Poussin, Chardin, Ingres, David, Delacroix, Corot, Cézanne, Matisse, Picasso y Braque.

## Historia

### Palacio Real

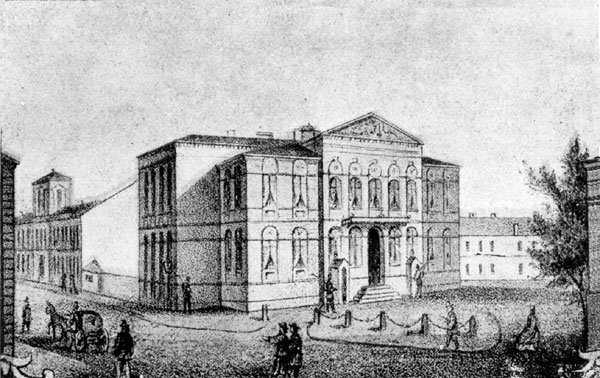
Palacio real en un dibujo de 1866

El edificio que da sede al museo fue construido por Diniu Golescu entre 1812 y 1820 para la familia Kreţulescu, que correspondería al ala sur actual. En 1833 dicha familia vende el edificio a la monarquía convirtiéndose en Palacio Real, residiendo en él Alexandru Ghica y posteriormente Gheorghe Bibescu.
Sirvió durante una pequeña etapa de guarnición hasta que volvió a ser residencia real con Alexandru Ioan Cuza y la creación del Principado de Rumanía en 1859. Carol I fue el primer rey que lo habitó tras la creación del Reino de Rumanía en 1881 (anteriormente era un principado). Es este último rey quien lo moderniza y amplia en un estilo neoclásico entre los años 1882 y 1885. 
En 1925 un incendio destruye el centro del edificio y el salón del trono, reconstruyéndose posteriormente. En 1944 se volvió a reconstruir en un estilo clasicista tras sufrir un ataque aéreo durante la Segunda Guerra Mundial.

### Museo
En 1946 comienza a conocerse como el "Museo de Carol I". Con el comienzo del régimen comunista en el país en 1947, el palacio se nacionaliza en junio de 1948 y se convierte en sede del consejo de ministros y se denomina galería de arte de la nación. El 20 de mayo de 1950 se inaugura al público la Galería Nacional y se abren, unos años después, la Galería de Arte Europeo y el Departamento de Arte Medieval Rumano.

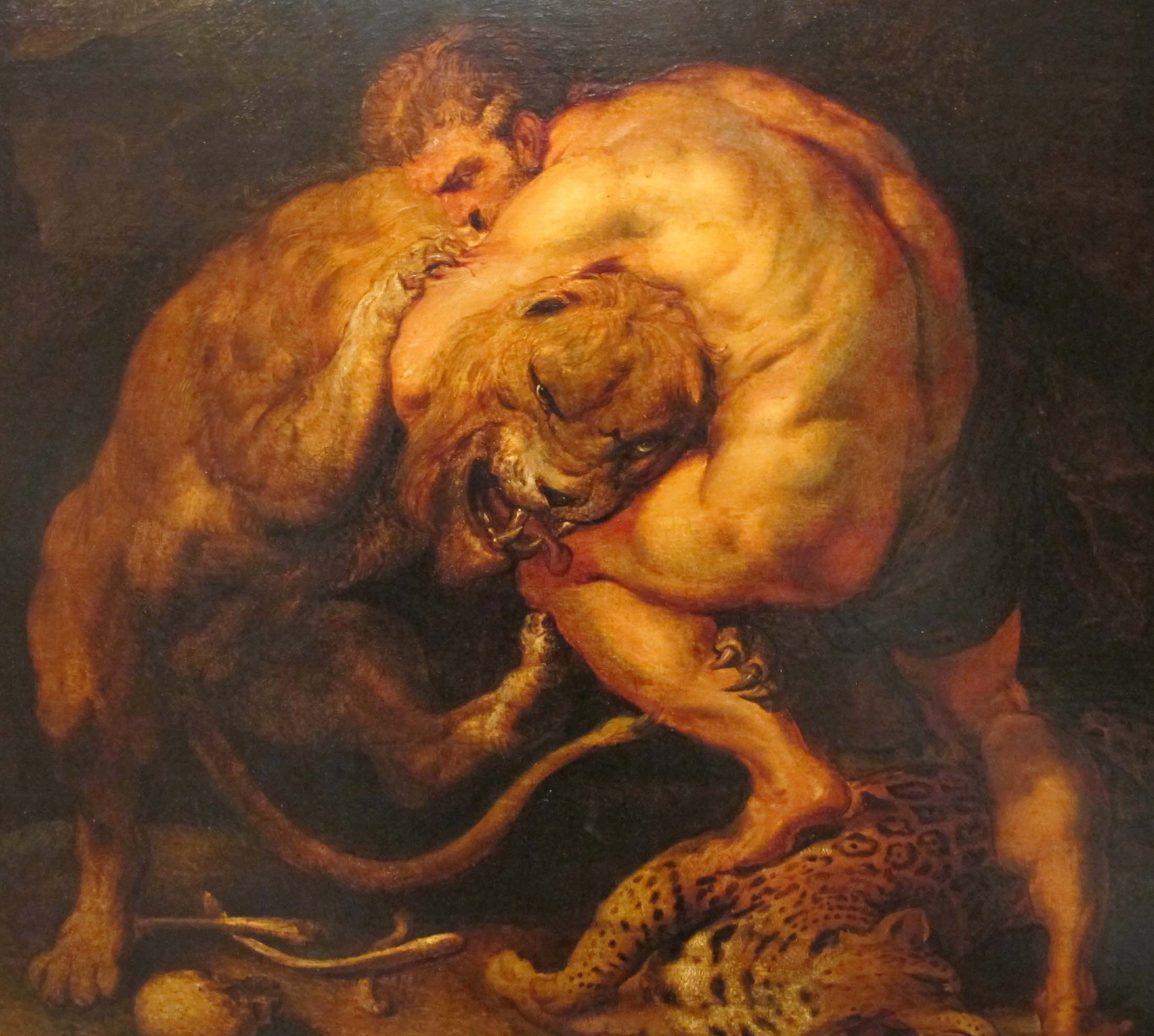
Hércules lucha con el león de Nemea, Pieter Paul Rubens

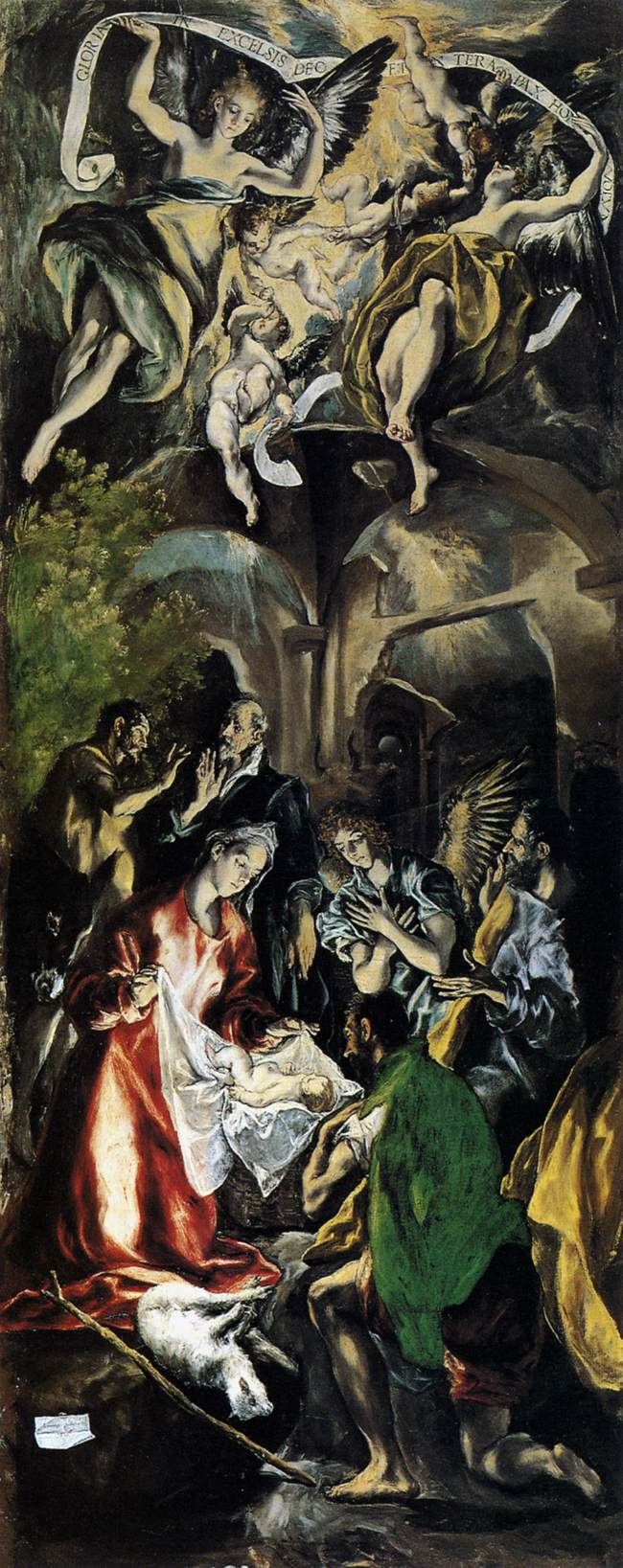
Adoración de los pastores, El Greco, 1600

El museo sufrió daños durante la Revolución rumana de 1989 que llevó a la caída de Nicolae Ceaușescu. En 1990 el museo ocupa por primera vez todo el edificio, aunque permanece cerrado por restauración durante una década.
En el año 2000 reabrió la colección europea; la colección de arte rumano moderno reabrió en 2001; la sección de arte medieval, que ahora presenta obras salvadas de los monasterios destruidos durante la época de Ceaușescu, reabrió en la primavera del 2002. Hay también dos salas que albergan exposiciones temporales.
En 2013 terminaron los trabajos de restauración en el Salón del Trono.

## Colecciones

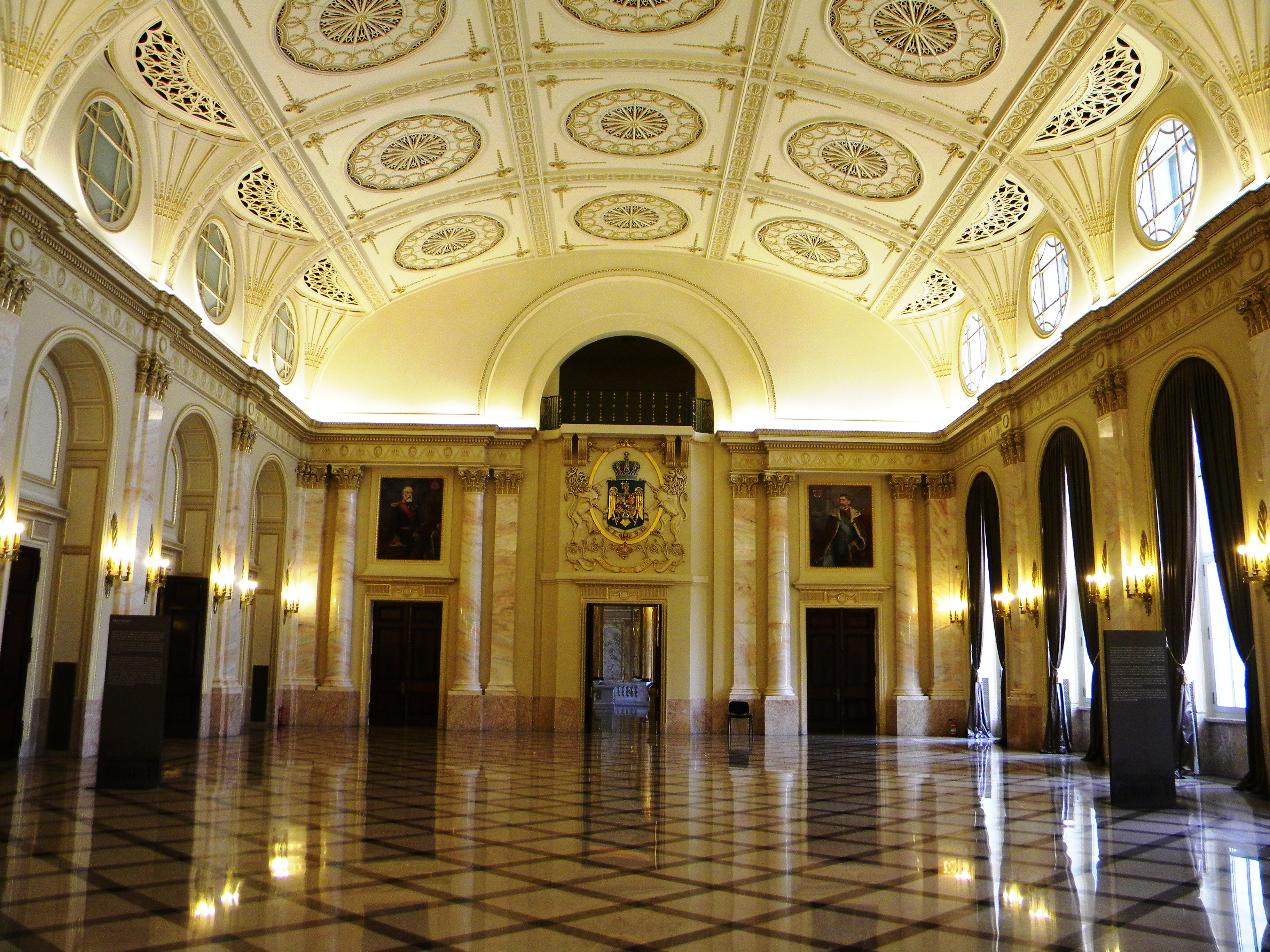
Salón del Trono

En la parte del sur del edificio se encuentra la Galería de Arte Europea compuesta en su origen por las 214 obras de arte de la colección del rey Carol I, a la cual se añadieron más cuadros de otros miembros de la familia real. La colección del rey incluía trabajos de Maestros antiguos como Domenico Veneziano, El Greco, Tintoretto, Jan van Eyck, Jan Brueghel el Viejo, Peter Paul Rubens y Rembrandt y algunos trabajos de impresionistas como Claude Monet y Alfred Sisley. Entre las mejores obras de los Maestros antiguos de la colección está el retrato del cantante Farinelli de Jacopo Amigoni, una Crucifixión de Antonello da Messina y Cristo en la columna de Alonso Cano.
La Galería de Arte Rumano Moderno incluye esculturas de Constantin Brâncuși, Milita Petrașcu y Dimitrie Paciurea, así como pinturas de Theodor Aman, Nicolae Grigorescu, Theodor Pallady, Gheorghe Petrașcu y Gheorghe Tattarescu. Las pinturas se muestran en la entreplanta y en la segunda planta del edificio. Las pinturas de la entreplanta se exhibieron son anteriores (Nicholas Polcovnicul, Eustathius Altini, Anton Chladek, Niccolò Livaditti, Giovanni Schiavoni, Carol Wahlstein, Constantin Daniel Rosenthal, John Negulici, Constantin Lecca, Carol Popp de Szathmary) y se muestran junto a retratos de miembros familiares y algunos paisajes. 

### Galería

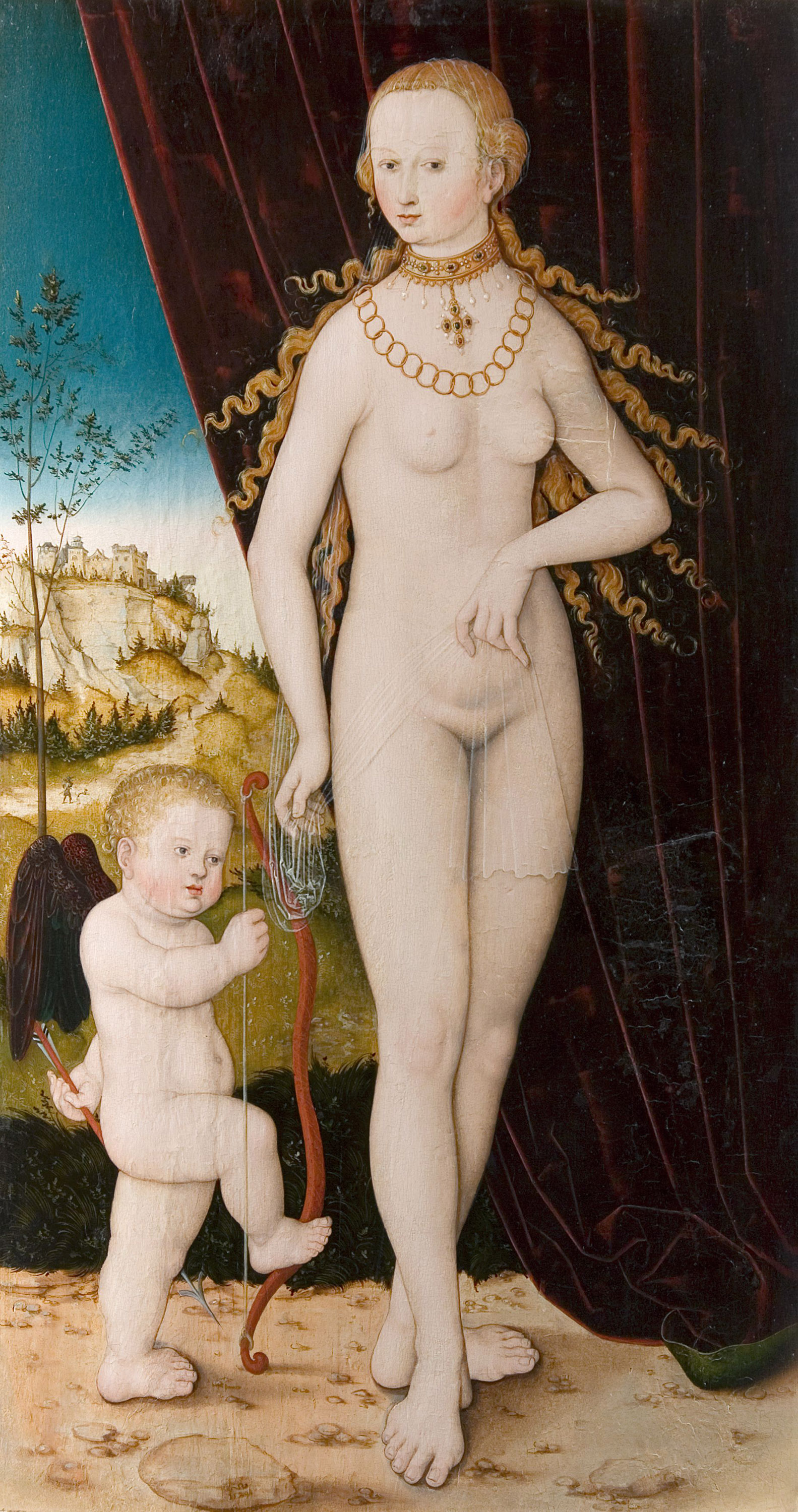
Venus y Amor, Lucas Cranach el Viejo, 1520
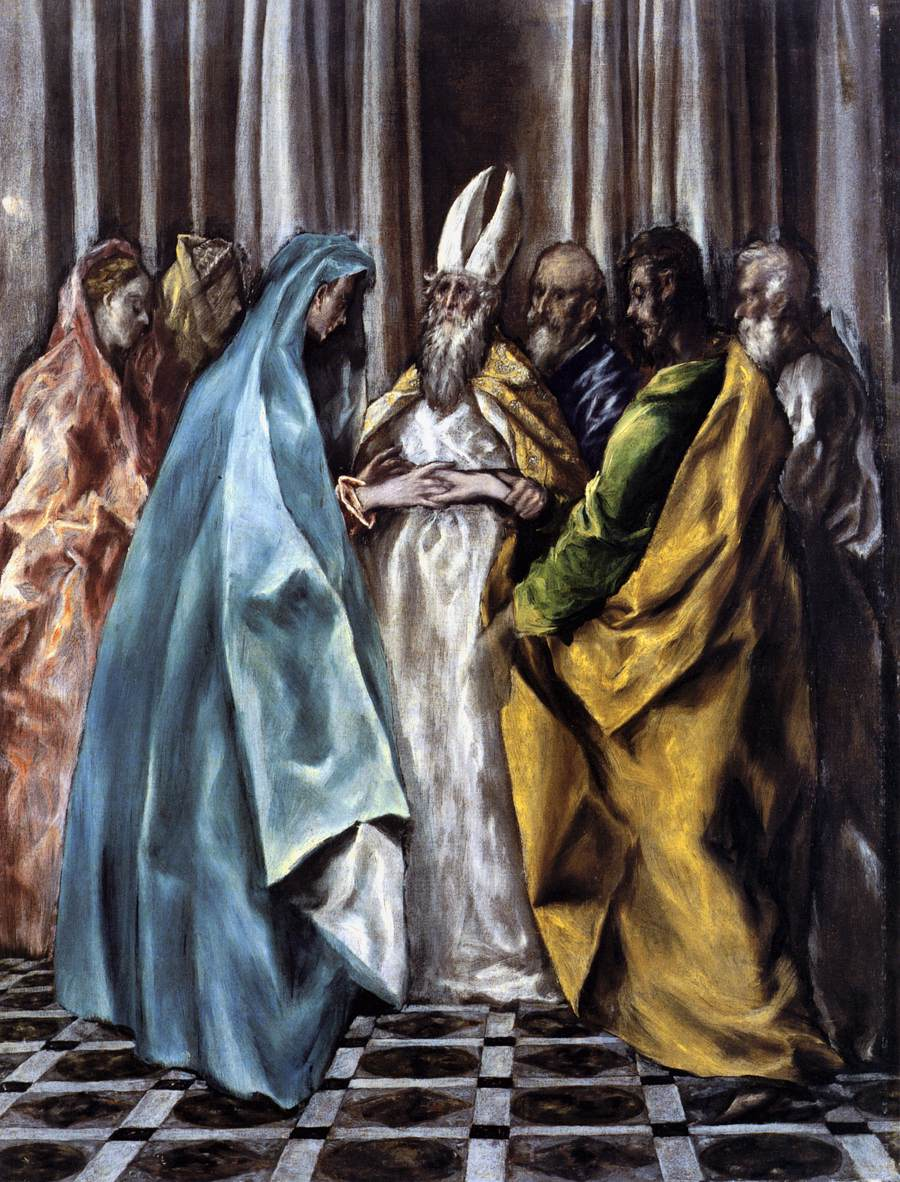
El Matrimonio de la Virgen, El Greco, 1614
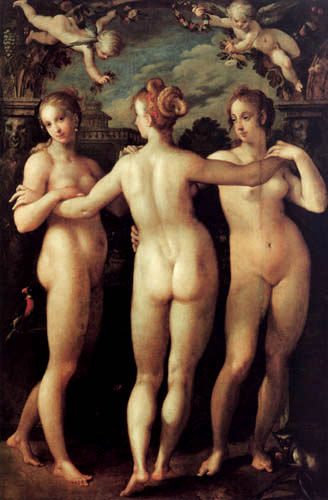
Las tres gracias, Hans von Aachen, 1604